# Nansenia crassa
Nansenia crassa är en fiskart som beskrevs av Lavenberg, 1965. Nansenia crassa ingår i släktet Nansenia och familjen Microstomatidae. Inga underarter finns listade i Catalogue of Life.